# Cengio
Cengio (im Ligurischen: Cengë) ist eine italienische Gemeinde mit 3325 Einwohnern (Stand 31. Dezember 2023) in der Region Ligurien. Politisch gehört sie zu der Provinz Savona.

## Geographie
Cengio liegt im Val Bormida, im nördlichen Abschnitt des Ligurischen Apennins, in der Nähe des Colle di Cadibona. Die Gemeinde gehört zu der Comunità Montana Alta Val Bormida und ist circa 31 Kilometer von der Provinzhauptstadt Savona entfernt.
Nach der italienischen Klassifizierung bezüglich seismischer Aktivität wurde die Gemeinde der Zone 4 zugeordnet. Das bedeutet, dass sich Cengio in einer seismisch inerten Zone befindet.

## Klima
Die Gemeinde wird unter Klimakategorie E klassifiziert, da die Gradtagzahl einen Wert von 2421 besitzt. Das heißt, die in Italien gesetzlich geregelte Heizperiode liegt zwischen dem 15. Oktober und dem 15. April für jeweils 14 Stunden pro Tag.